# Paulo Vitor
Paulo Vitor, właśc. Paulo Víctor Barbosa de Carvalho (ur. 7 czerwca 1957 w Belém) – brazylijski piłkarz, bramkarz. Grał na Mistrzostwach Świata w Piłce Nożnej 1986. Występował w takich klubach jak: CEUB, Operário Várzea Grande, Brasília, Vila Nova-GO, Vitória FC, Fluminense FC, América-RJ, Coritiba, Sport Recife, São José, Grêmio Maringá, Remo Pará, Paysandu SC i Volta Redonda.